# Most Małgorzaty w Budapeszcie
Most Małgorzaty – most w Budapeszcie, który łączy bulwar świętego Stefana (węg. Szent István körút) po stronie peszteńskiej i bulwar Małgorzaty (węg. Margit körút) po stronie budańskiej z Wyspą Małgorzaty.
Most ma 607 m długości i 25,4 m szerokości.

## Projekt
W maju 1871 r. Ministerstwo ds. Transportu i Robót Publicznych (węg. Közmunka és Közlekedésügyi Minisztérium) ogłosiło konkurs na budowę nowego mostu. W wyznaczonym terminie wpłynęły 43 prace z wielu krajów, np. z Anglii, Austrii czy Niemiec. Trafił również rodzimy, węgierski plan, który przygotował János Feketeházy wraz z Miklósem Yblem, jednak zwycięski okazał się projekt francuski. I miejsce zdobył bowiem francuski inżynier Ernest Goüin. Nie dość, że zaprojektował most, to również go zbudował, gdyż to jego firmie (Maison Ernest Goüin, dzisiaj: Société de constructions de Batignolles) zlecono budowę mostu. Projekt zwyciężył dzięki konstrukcji nawiązującej do paryskiej architektury oraz tym, że doskonale komponował się z otoczeniem. Uroczyste otwarcie mostu miało miejsce 30 kwietnia 1876 roku.

## Budowa
Prace budowlane rozpoczęto w sierpniu 1872 roku od zbudowania czterech filarów zanurzonych w korycie rzeki. Następnie wybudowano filar centralny na wprost wyspy oraz filary przy brzegach rzeki. Dopiero później przystąpiono do instalacji konstrukcji stalowej, którą w całości wyprodukowano we Francji, w miejscowości Denain. Podczas prac budowlanych postanowiono również o wykonaniu rzeźb, które ozdobiłyby filary mostu od strony południowej. Wykonał je paryski rzeźbiarz Thabard.
Most wyróżnia się dwiema cechami:
- Konstrukcja nośna oparta jest na sześciu łukach o zmiennych wymiarach. Patrząc od strony obydwu brzegów w stronę połączenia z wyspą, zwiększają one kolejno swą rozpiętość i mają odpowiednio: 73, 83 i 85 m.
- Most nie biegnie na całej swej długości w linii prostej. Patrząc od strony środkowego filaru przy wyspie, która rozdziela rzekę na dwie odnogi, most załamuje się pod kątem 30 stopni w obydwie strony, tak aby filary zanurzone w korycie rzeki były ustawione równolegle do jej nurtu.

Most planowano oddać do użytku w 1875 roku, jednak powodzie wydłużyły prace budowlane. Most ukończono w roku następnym na wiosnę. Most posiadał jezdnię o szerokości 11,06 m oraz dwa chodniki po obu stronach o szerokości 2,90 m. Szerokość mostu wyniosła 16,86, a długość – 607,5 m. Jezdnię wyłożono drewnianą kostką, a chodniki dębowymi deskami. Wszystkie filary mostu natomiast rozświetlane były przez trójramienne kandelabry, które były podobne do lamp na Place de la Concorde (pol. Plac Zgody).
W oryginalnych planach było również wybudowanie połączenia z wyspą, jednak z braku funduszy przełożono to na inny termin. Po ponad 20 latach, dokładnie w 1900 roku zdołano wybudować swego rodzaju ramię mostu, dzięki któremu można było pieszo przedostać się na wyspę. Wcześniej możliwe to było tylko łodzią. Skrzydło mostu nawiązywało stylem do głównej konstrukcji.

## Przebudowa
W miarę upływu czasu, natężenie ruchu wzrastało. To wymogło wprowadzenie pewnych zmian. Najpierw tramwaj konny, który kursował tam od 1879 roku zastąpiono w 1894 tramwajem elektrycznym. W 1920 natomiast drewniane kostki, którymi była wyłożona jezdnia zastąpiono kostką brukową. Jednak to wszystko nie wystarczyło, aby usprawnić ruch na moście. Niezbędne były dalsze zmiany. W latach 1935–37 poszerzono most od strony południowej, dzięki czemu można było dodać dwa nowe pasy ruchu.

## II wojna światowa
4 listopada 1944 roku trzy filary mostu po stronie peszteńskiej zostały wysadzone w powietrze z niewyjaśnionych przyczyn. Wybuch pochłonął wiele ofiar zarówno wśród cywilów, jak i żołnierzy niemieckich. Z kolei reszta mostu, przy drugim brzegu, została wysadzona przez wycofujące się jednostki Wehrmachtu 18 stycznia 1945 roku.

## Odbudowa i remonty
Po II wojnie światowej szybko zdecydowano się na odbudowę mostu, ze względu na jego ogromne znaczenie. W 1947 oddano do użytku dwa południowe pasy ruchu. 1 sierpnia 1948 ukończono go całkowicie.
W 1978 r. miał miejsce znaczący remont mostu, a w latach 2009–2011 przeprowadzono jego gruntowną przebudowę. Most został poszerzony, dodano ścieżkę rowerową i zainstalowano nowe oświetlenie. Remont kosztował 26 mld forintów.